# Hjalmars hörna
Hjalmars hörna var ett underhållningprogram i fyra avsnitt som sändes i SVT hösten 1985.
Hjalmar från Viby är en fiktiv egensinnig närking som gjorde TV-debut i programmet. Hjalmar hade då haft sin egen revy i Örebro i omkring 10 år. Rollpersonen spelades av Peter Flack. Programmen innehöll sketcher, intervjuer, monologer, sång och dansnummer. Komikern Stellan Sundahl svarade för ett inslag i varje program kallat Stellans snuttar.

## Gästartister
Kända gästartister medverkade i TV-programmet Hjalmars hörna.
- Del 1: Kikki Danielsson, Lars Berghagen, Nils Landgren.
- Del 2: Grynet Molvig, Bosse Parnevik, Peter Lundblad.
- Del 3: Totte Wallin, Cornelis Vreeswijk, Beatrice Järås, Sharon Dyall.
- Del 4: Anna Sundqvist, Stig Grybe, Petra Nielsen.